# Евансвил (Вајоминг)
Евансвил (енгл. Evansville) град је у америчкој савезној држави Вајоминг.

## Демографија
По попису из 2010. године број становника је 2.544, што је 289 (12,8%) становника више него 2000. године.
| Група             | 2000.         | 2010.         |
| Белци             | 1.964 (87,1%) | 2.132 (83,8%) |
| Афроамериканци    | 25 (1,1%)     | 10 (0,4%)     |
| Азијати           | 5 (0,2%)      | 10 (0,4%)     |
| Хиспаноамериканци | 190 (8,4%)    | 317 (12,5%)   |
| Укупно            | 2.255         | 2.544         |